# Rolling Papers 2
Rolling Papers 2 (stilizzato come  Rolling Papers II) è il settimo album in studio del rapper statunitense Wiz Khalifa. Contiene 25 tracce e collaborazioni con Snoop Dogg, Ty Dolla Sign, Swae Lee, Gucci Mane e altri.

## Tracce
1. Hot Now
2. Ocean
3. Blue Hunnids (Ft. Hardo & Jimmy Wopo)
4. Very Special
5. Going Hard
6. Holyfield
7. Rolling Papers 2
8. Mr. Williams/Where is the Love (Ft. Curren$y & THEMXXNLIGHT)
9. Penthouse (Ft. Snoop Dogg)
10. Real Rich (Ft. Gucci Mane)
11. Bootsy Bellows
12. Hopeless Romantic (Ft. Swae Lee)
13. Late Night Messages
14. Rain (Ft. PARTYNEXTDOOR)
15. Karate / Never Hesitate (Ft. Chevy Woods & Darrius Willrich)
16. Fr Fr (Ft. Lil Skies)
17. King
18. Gin & Drugs (Ft. Problem)
19. 420 Freestyle
20. B Ok
21. It's on You
22. Reach for the Stars (Ft. Bone Thugs-n-Harmony)
23. All of a Sudden (Ft. THEMXXNLIGHT)
24. Homework (Ft. THEMXXNLIGHT)
25. Something New (Ft. Ty Dolla $ign)